# Lakótelep

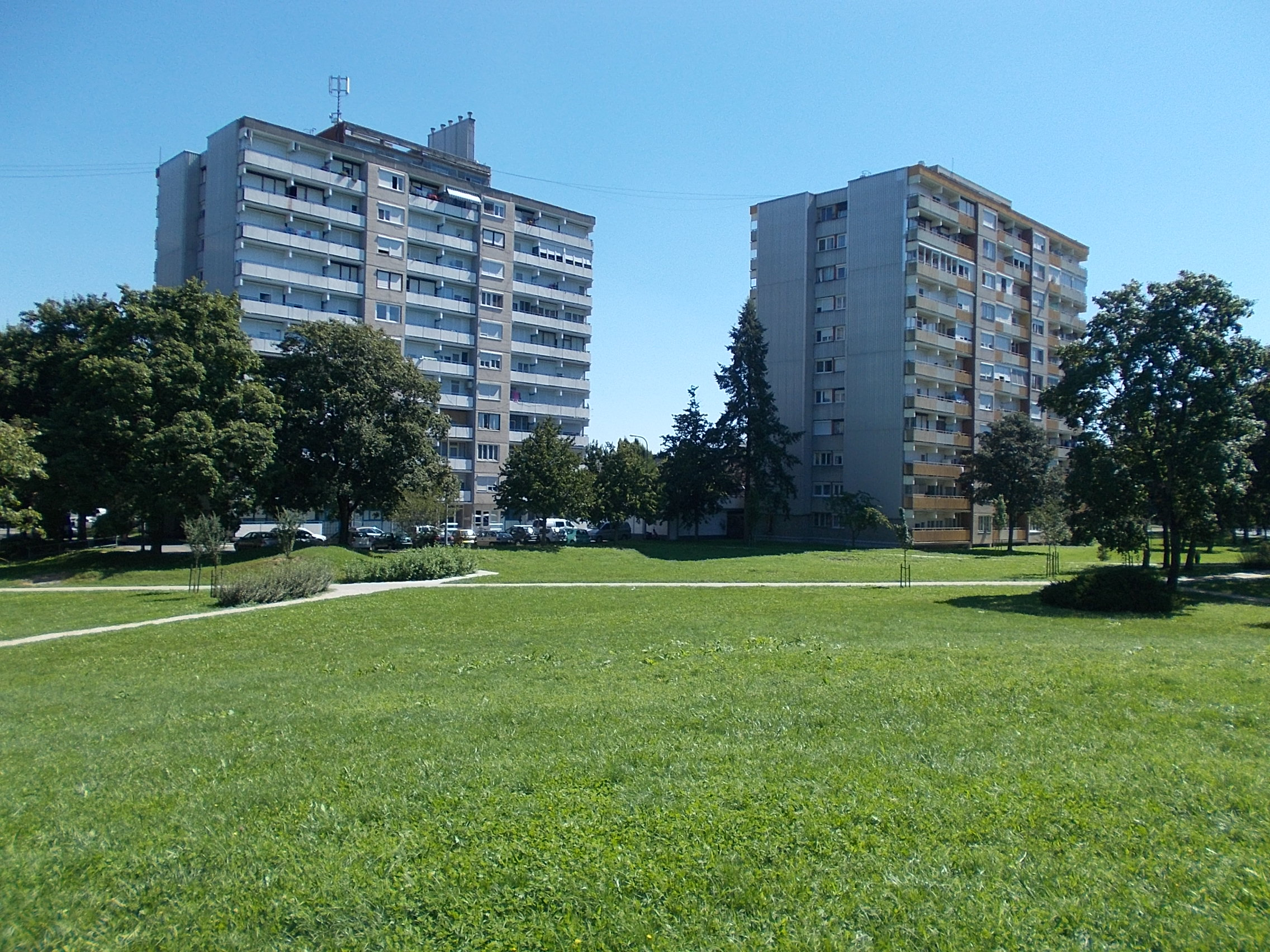
Zalaegerszeg, Vizslapark

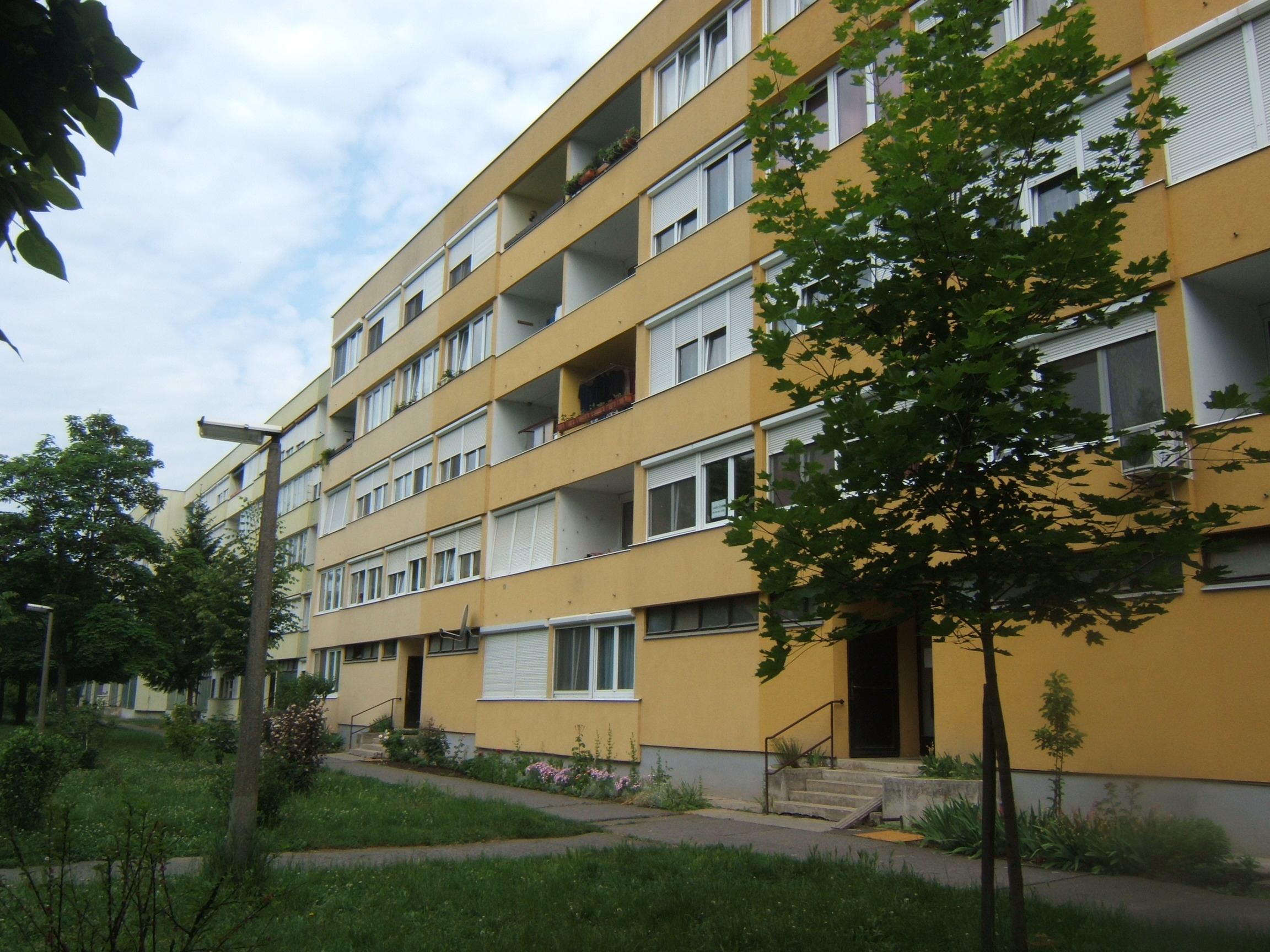
Kaposvár, Kinizsi-lakótelep

A lakótelep olyan lakóépületek összessége, melyek időben és stílusban egységesen épülve, az adott település, településrész egyéb épületeitől megkülönböztethetően alkotnak egységes telepet. Ferkai András Lakótelepek című könyvében etimológiai megközelítést is ad: a telepít ige lakatlan terület benépesítését, nincstelenek földhöz juttatását jelentheti, mely szó rokonértelmű a kolóniával is.

## Fogalma

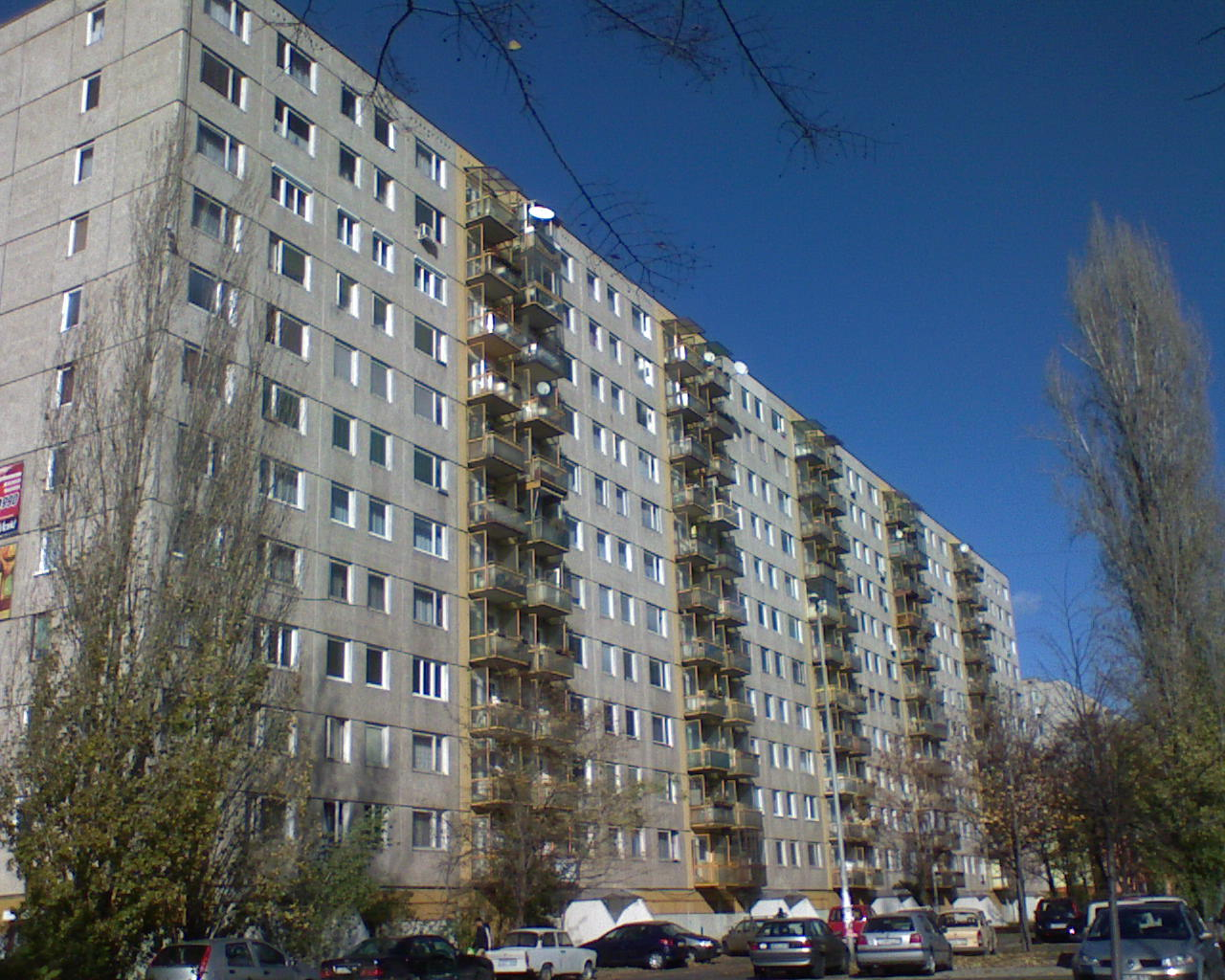
Budapest, Kispesti lakótelep

A lakótelep fogalmának meghatározására jelenleg is több definíciót használnak, amelyek az elmúlt évtizedekben többször változtak. Ennek oka, hogy a lakótelepeket építészeti és szociológiai szempontból is lehet vizsgálni, s a többféle megközelítés többféle definíciót kíván.
Ferkai 2005-ben megjelent általános, befogadó jellegű meghatározása alapján olyan épületegyüttest tart lakótelepnek, mely egyetlen építési akció során, viszonylag rövid idő alatt jön létre, általában meghatározott társadalmi réteg vagy népességcsoport számára, s mely a település, vagy településrész kialakult szövetétől elkülönül. Lakótelepnek tekinthető a néhány családi ház felépítésével kialakult telep (pl.: Budapesten az angyalföldi – a városrész régi nevén: magdolnavárosi – OTI-kertváros, vagy a Napraforgó utcai kísérleti lakótelep), az állami vagy vállalati lakótelepek (pl.: a budapesti Pongrác úti lakótelep vagy a MÁVAG-kolónia). Attól függően, hogy milyen társadalmi csoport számára épült, lehet munkástelepet, vasutastelepet, tisztviselőtelepet, bányásztelepet, rendőrtelepet stb. említeni.
A KSH a 2005-ös népszámláláskor az alábbi meghatározást rendszeresítette: Az utóbbi évtizedekben (1960-1990 között), többnyire házgyári technológiával épített, középmagas és magas lakóházak, házsorok együttese.. Szociológusok a mai napig ezt a meghatározást fogadják el.
Szintén a KSH – de 1980-ban – a lakótelep fogalmát így határozta meg: lakótelep az az önálló névvel rendelkező, a település közigazgatási területén elkülönülő – többnyire forgalmi utakkal határolt – településrész, amelyben összefüggő egységet alkotó lakóházcsoport van, és amelyhez általában magas és mélyépítésű létesítmények kapcsolódnak. Az 1980-as évek második felében a definíció már így szólt: A lakótelep egységes terv alapján, szervezett formában, általában típustervek alapján megvalósuló lakásépítési forma, rendszerint közös telkeken elhelyezkedő többszintes lakóépületekkel.

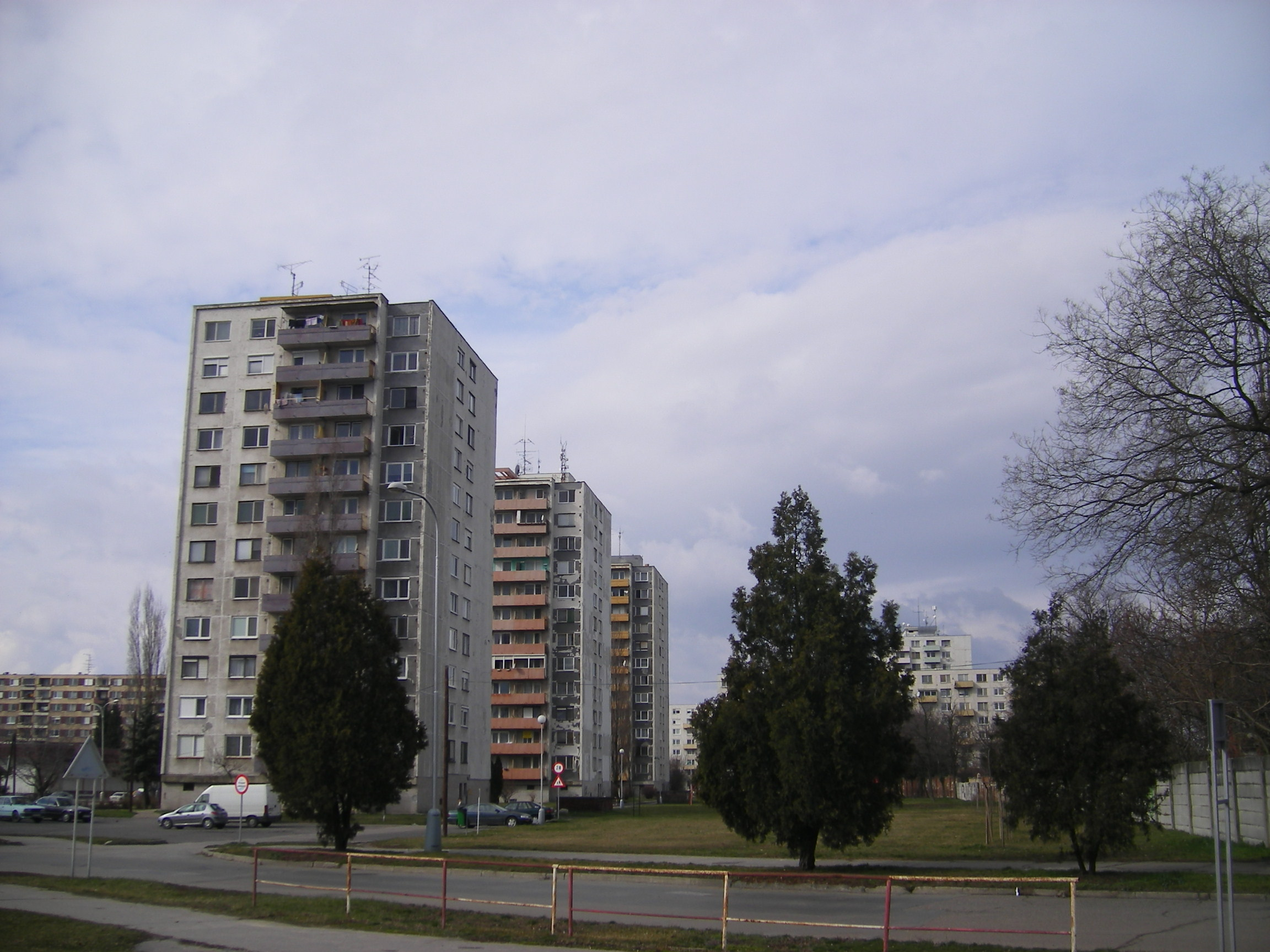
Komárom (Szlovákia): Eötvös utcai lakótelep

Olaf Gibbins német építész meghatározása szerint a lakótelep olyan lakóterület, amelyet önmagában funkcionális egységként terveztek és hoztak létre. Négy-, illetve többemeletes házaiban legalább 500 lakás található, túlnyomórészt a hatvanas évek után épült és a nagy lakáshiány csökkentését szolgálta. Jellemzői közé tartozik még a sűrű beépítettség, meghatározott számú ház, illetve lakástípus.
A Budapest Enciklopédia kifejezett különbséget tesz az 1945 előtt épült telepek (barakkvárosok) és a második világháború utániak között, lakótelepként csak ez utóbbit fogadva el.

## Lakótelepek a köztudatban

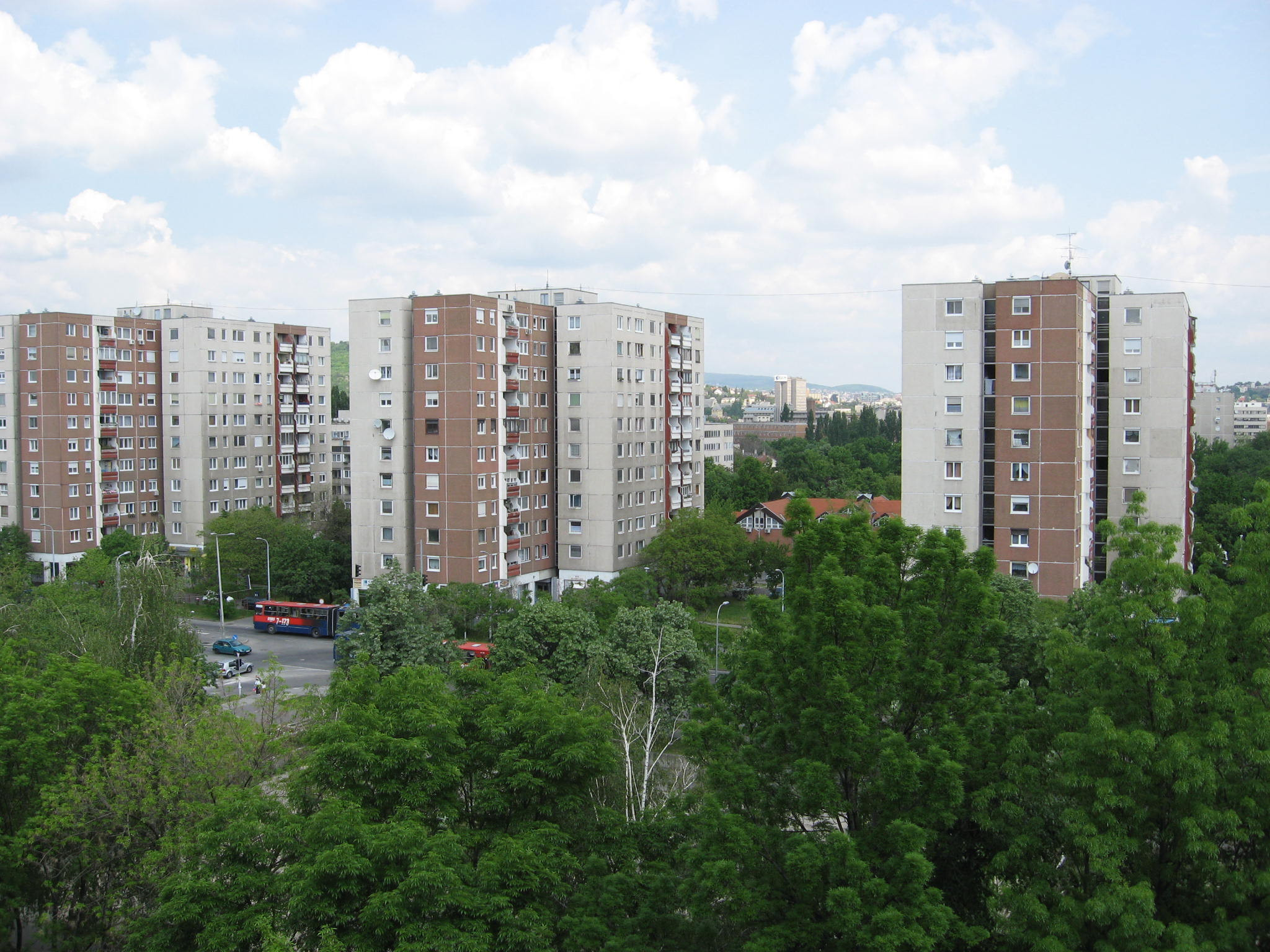
Budapest, Kelenföld

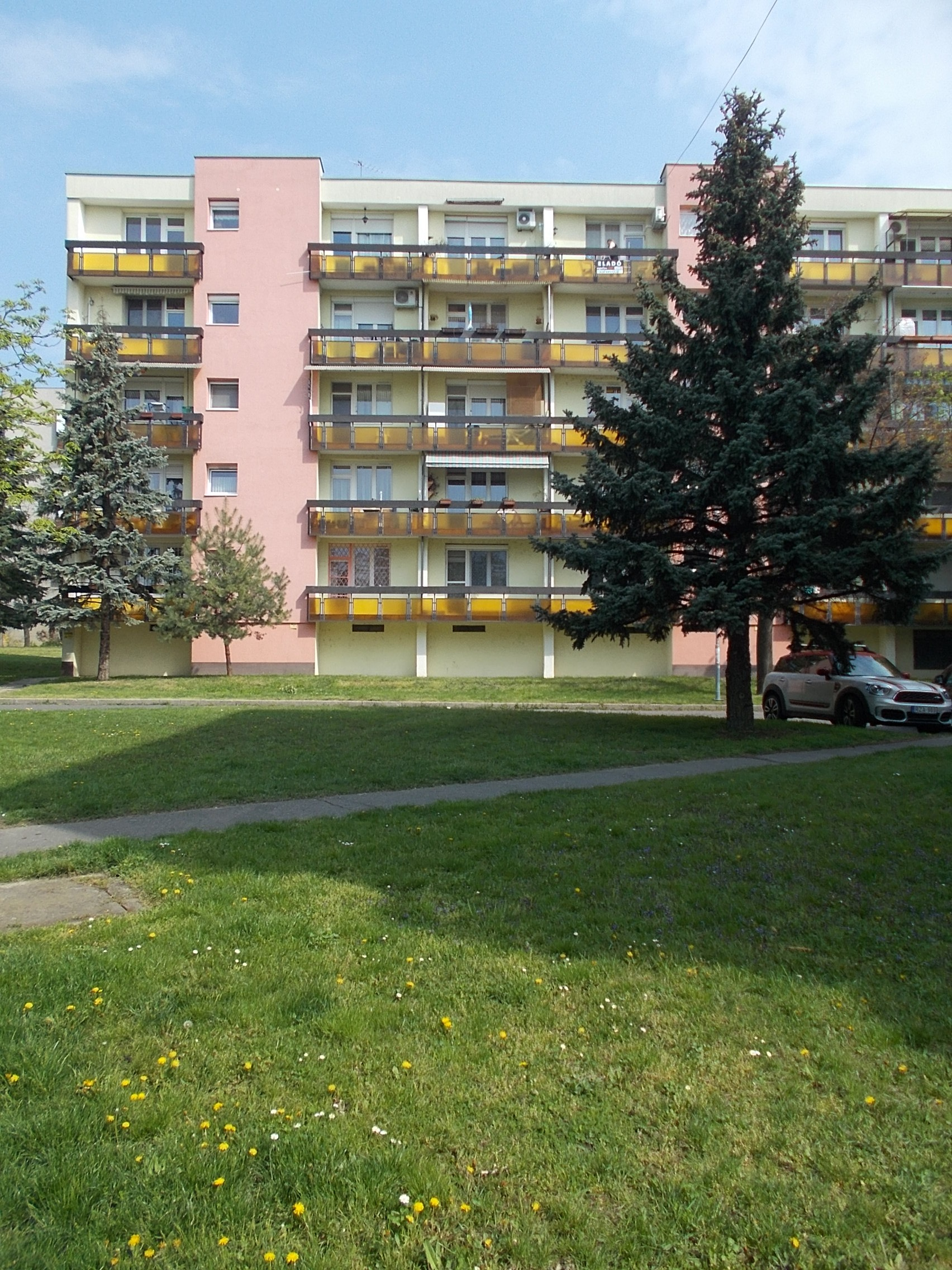
Budafok, József Attila utcai kísérleti lakótelep

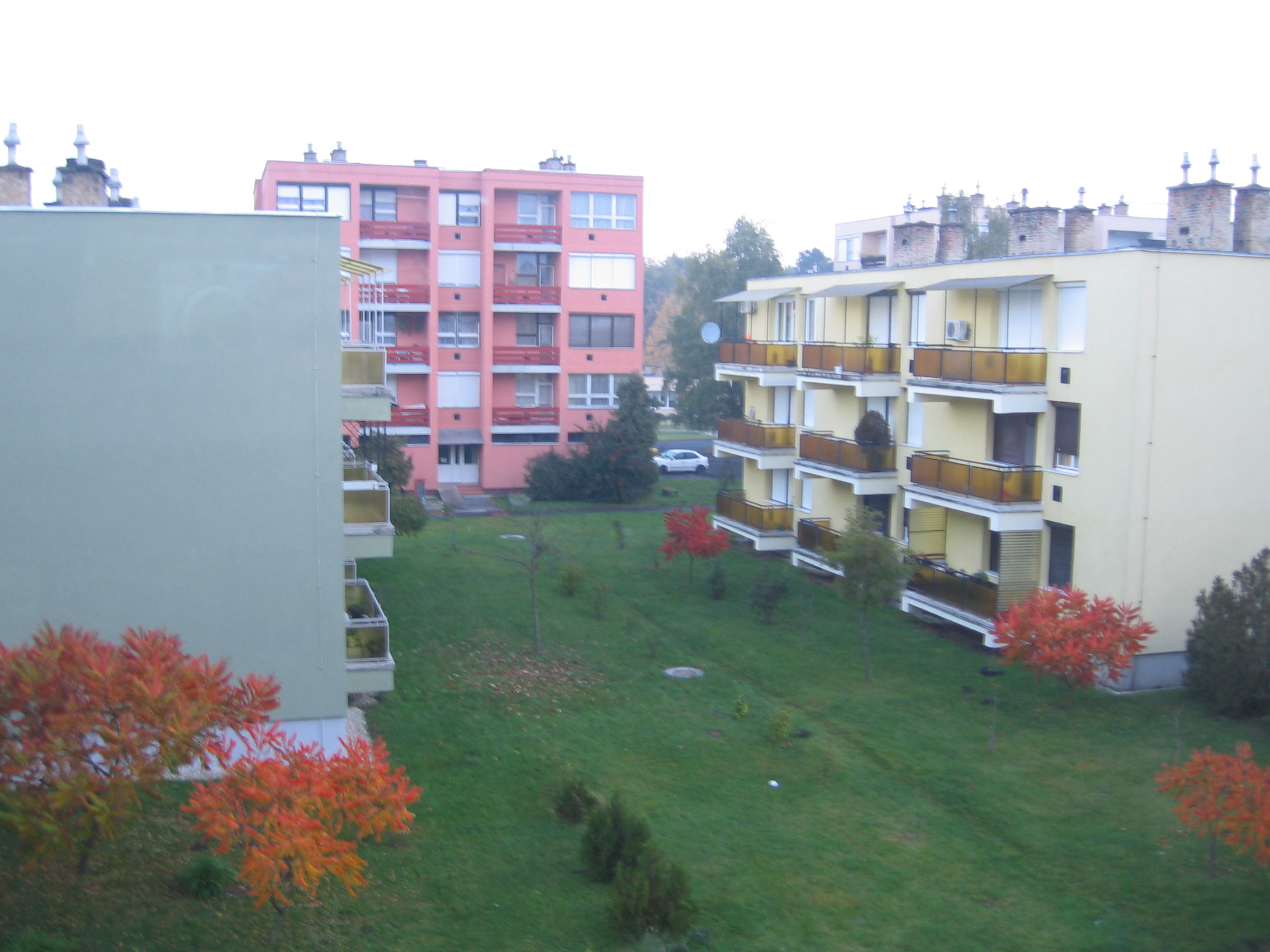
Pápa

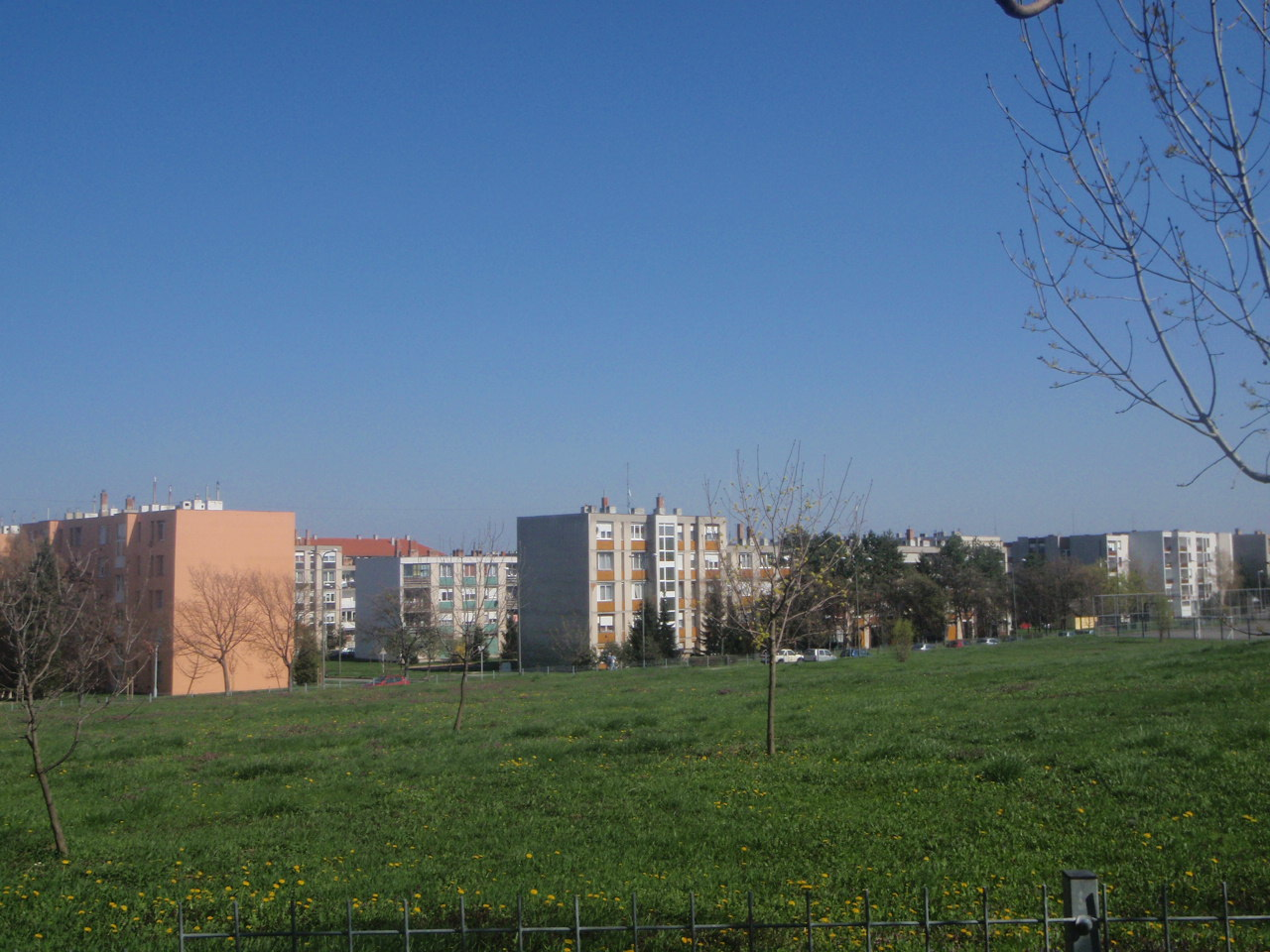
Kőszeg

A szakma változó definíciói dacára a lakótelepeket bárki felismeri és azonosítja: olyan, zömében betonból (eleinte tégla, később monoblokk és csúszó- illetve alagútzsalus technológia, a végén már dominánsan nagypanel) készült épületek alkotják, melyek lakószintjei a leggyakrabban négy és tízemeletesek. A köztudatban tehát a lakótelep fogalmától már elkülönülnek a kertvárosi és koloniális jellegű beépítések. A lakótelepen élők kiszolgálására épült infrastruktúra változatos: élelmiszerüzlettől az iskoláig, művelődési háztól az orvosi rendelőig a lakótelep nagyságától függő számú kiszolgáló létesítmény található. A lakótelepek tömegközlekedése Magyarországon általában megoldott, a parkolásra azonban gyakran panaszkodnak az ott élők: a kilencvenes évek előtt a gépkocsiállomány a töredéke volt a mainak, a parkolókat az akkori igényeknek megfelelően alakították ki, ami mára a legtöbb helyen szűkösnek bizonyul.
A budapesti lakótelepeken – a köztudattól némileg eltérően – az építésük idején érvényben lévő előírások betartása miatt sokkal nagyobbak az egy lakosra jutó zöldfelületek és az azóta eltelt idő alatt megnövekedett fák miatt lényegesen parkszerűbb a látvány, mint a rendszerváltás óta létesült, sokkal sűrűbb beépítettségű úgynevezett lakóparkokban.

## Lakótelepek keleten, nyugaton
Európában megközelítőleg 56 millió lakótelepi lakásban közel 176 millió ember él. Míg Nyugat-Európában a lakótelepek gyakran a marginális helyzetben
lévők lakóhelyének számítanak, Kelet-Európában – és köztük Magyarországon – a lakótelepeket szinte minden társadalmi réteg lakja.
Érdekes magyar vonatkozású adalék, hogy az Egyesült Királyságban a második világháborút követő újjáépítési koncepciónak része volt a lakótelepépítés is. A lakáshiányra a kormányzat a magasházakban látta a megoldást. Egy magyar származású építész, Goldfinger Ernő brutalista stílusú toronyházai nemcsak London városképének részévé váltak, de olyan közfelháborodást okoztak, hogy az építész neve negatív hősként került be Ian Fleming egyik James Bond-filmjébe is. Goldfinger két híres tornya, az 1960-as években épült a Trellick és a Balfron Tower megítélése azonban az elmúlt negyven évben jelentősen változott: ma már mindkettő védett épület, és reklámajándék-tárgyakon is előfordulnak.
Németországban – a Német Demokratikus Köztársaság lakótelepeiből kiindulva a lakótelep fogalmát jelentősen szűkítették. Eszerint lakótelep a második világháború után, túlnyomórészt az 1960-as és 1970-es években a szocialista lakókomplexum (Sozialistisches Wohnkomplex) egységes koncepciója szerint épült, a lakások száma meghaladja a 2500-at, homogén jellegénél és több- vagy sokemeletes épületeinél fogva környezetétől egyértelműen lehatárolható, rendszerint a város szélén fekszik, komplex lakásépítési program keretében épült fel, s túlnyomórészt bérlakásokból áll.

## Budapesti lakótelepek

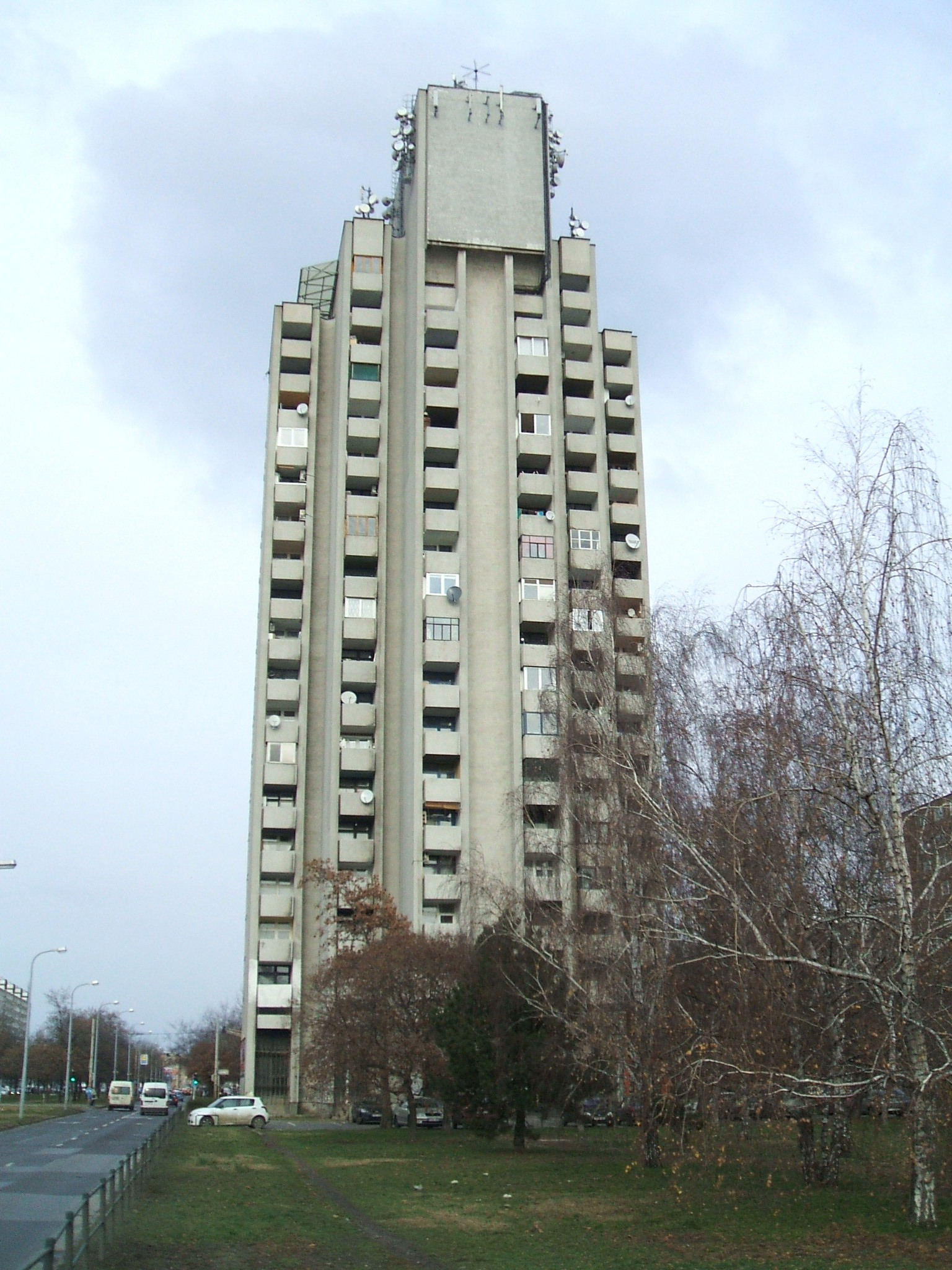
A Víztoronyház Újpalotán

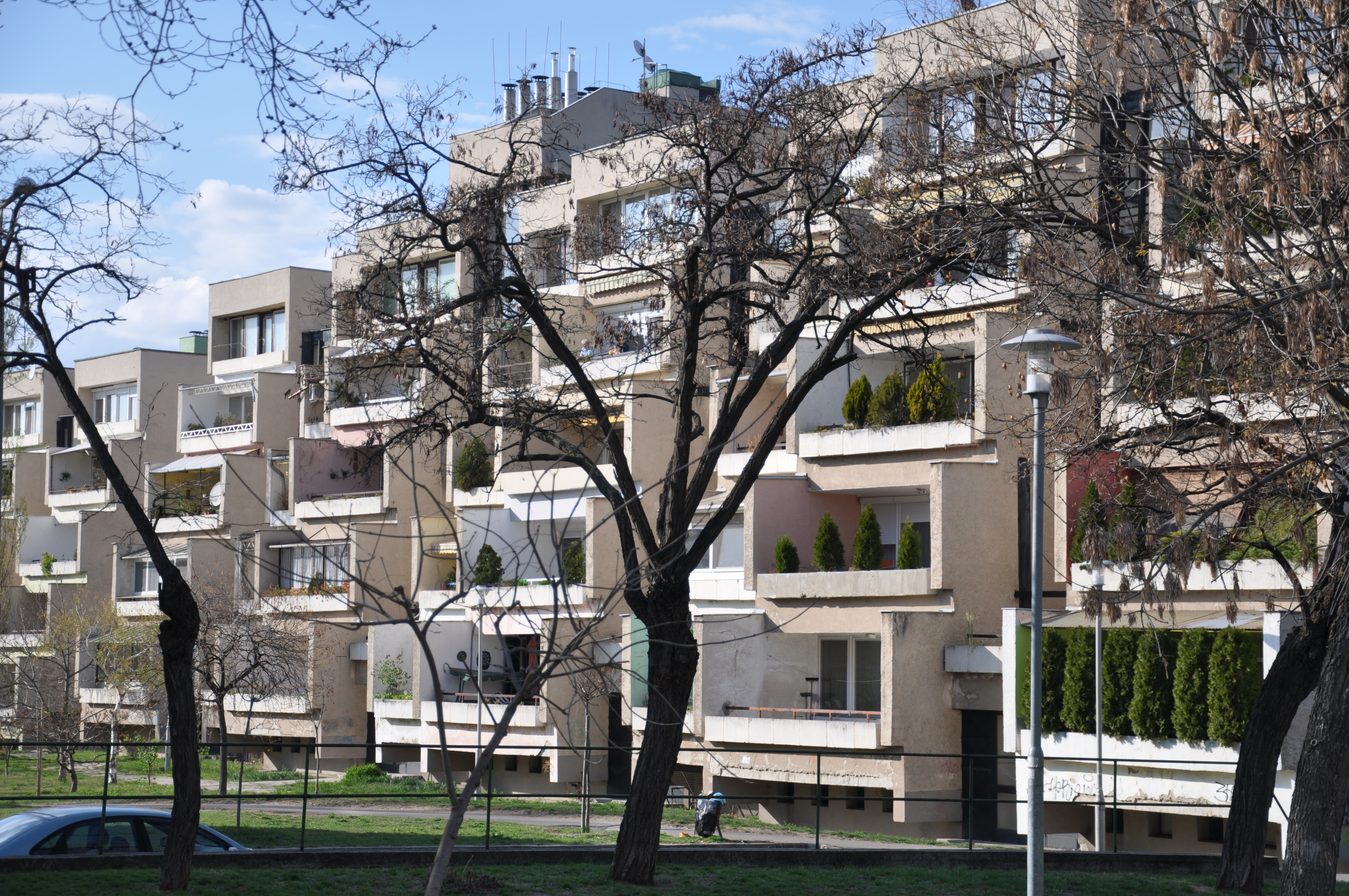
Kohósalak blokkokból épült teraszos lakóépületek Rákoskeresztúr központjában

Az 1961 és 1975 között a fővárosban átadott 187 000 lakás 74 százaléka lakótelepszerűen épült. A Budapest Enciklopédia 1981-es kiadása 33 lakótelepet sorol fel. A Studio Metropolitana urbanisztikai kutatóközpont 2005 októberében adta ki A budapesti lakótelepek megítélése című kutatási jelentését. Eszerint a főváros lakóinak mindössze harmada nem élt soha lakótelepen, a többség tehát valamilyen formában közvetlen benyomást, tapasztalatot szerezhetett már a lakótelepekről. Nem véletlen, hogy a fővárosban élők többsége szerint a lakótelepekre szükség van, s nem azok lebontását, hanem felújítását szorgalmazza – annak ellenére, hogy a megkérdezettek csupán egy százaléka élne panelházakból épült lakótelepen. Az 500 18 évnél idősebb fővárosi polgár megkérdezésével készült felmérés szerint a nagyobb fővárosi lakótelepek megítélése az alábbiak szerint alakul:
1. Gazdagréti lakótelep (15%)
2. Pók utcai lakótelep (12%)
3. Káposztásmegyer (6%)
4. Őrmező (5%)
5. Békásmegyer, Újpesti lakótelep (4%)
6. Kelenföldi lakótelep, József Attila-lakótelep, Újpalota, Kispesti lakótelep, Rákoskeresztúri lakótelep (3%)
7. Füredi utcai lakótelep, Fiastyúk utcai lakótelep (2%)
8. Havanna lakótelep (1%)

 * Zárójelben azoknak a válaszadóknak az arányát tüntettük fel, akik ha választhatnának, szeretnének ott élni

## Magyarország legnagyobb lakótelepei 2001-ben[10]

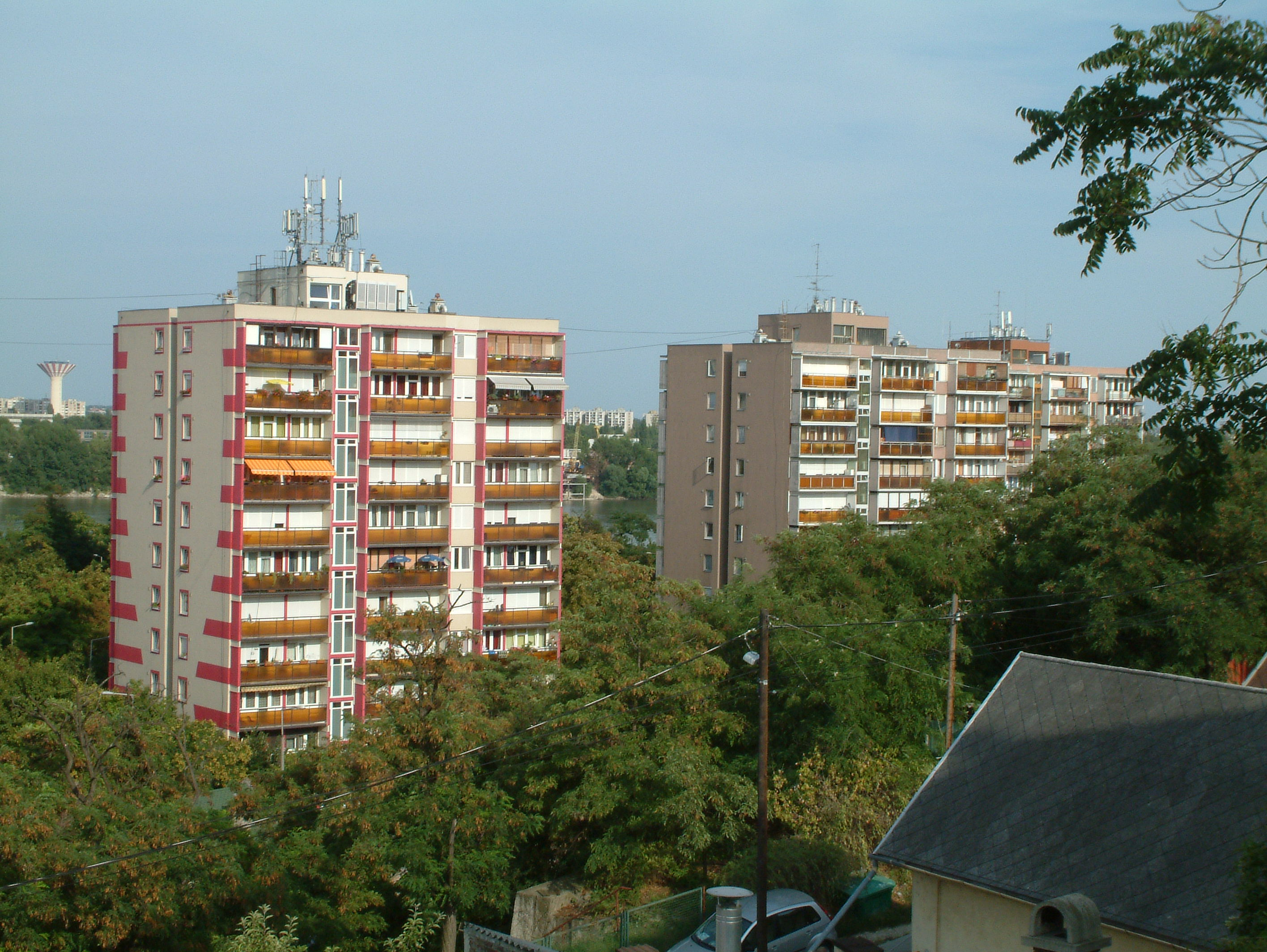
Budafok-Belváros (a háttérben a Csepeli víztorony)

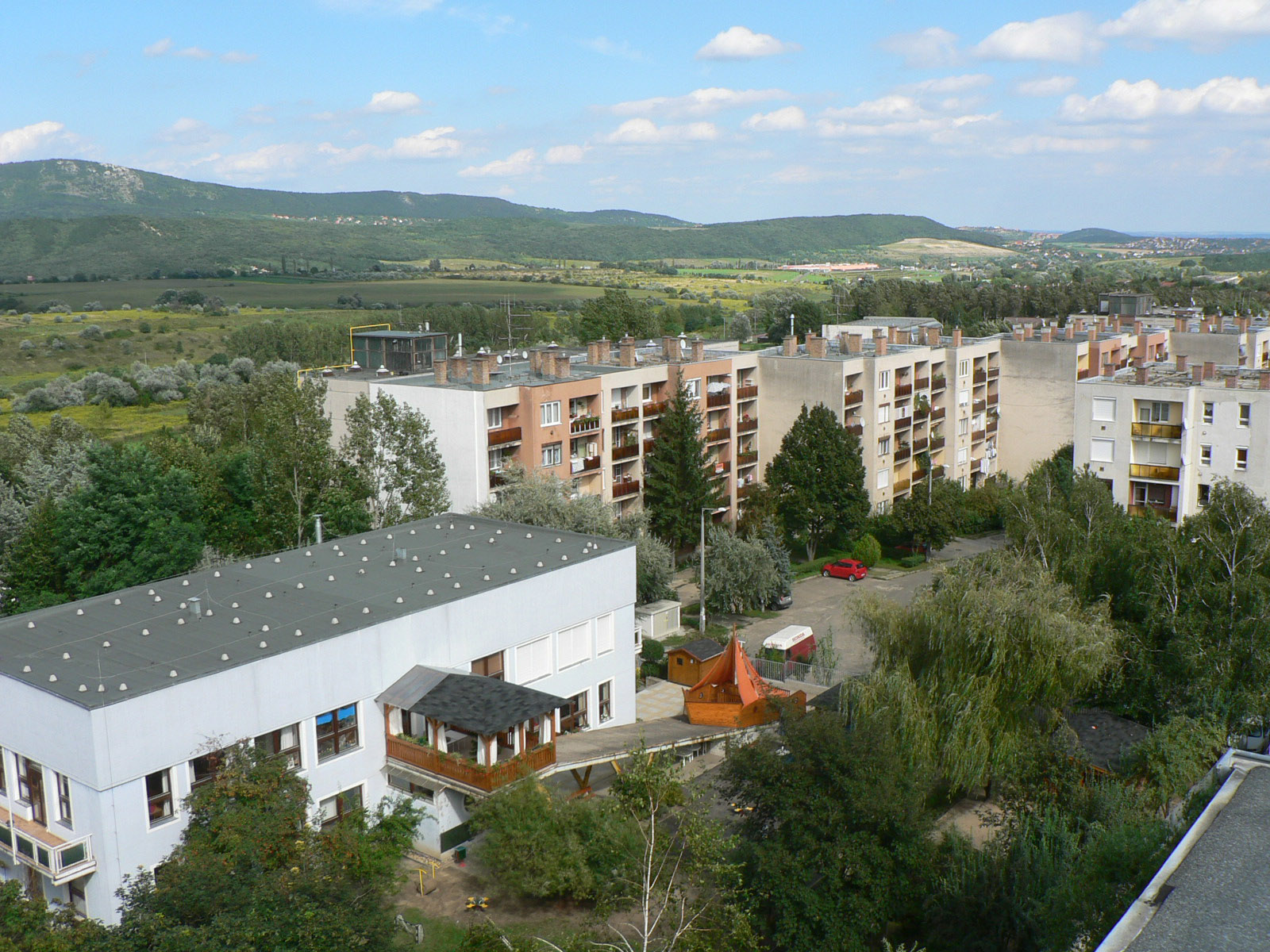
Solymár

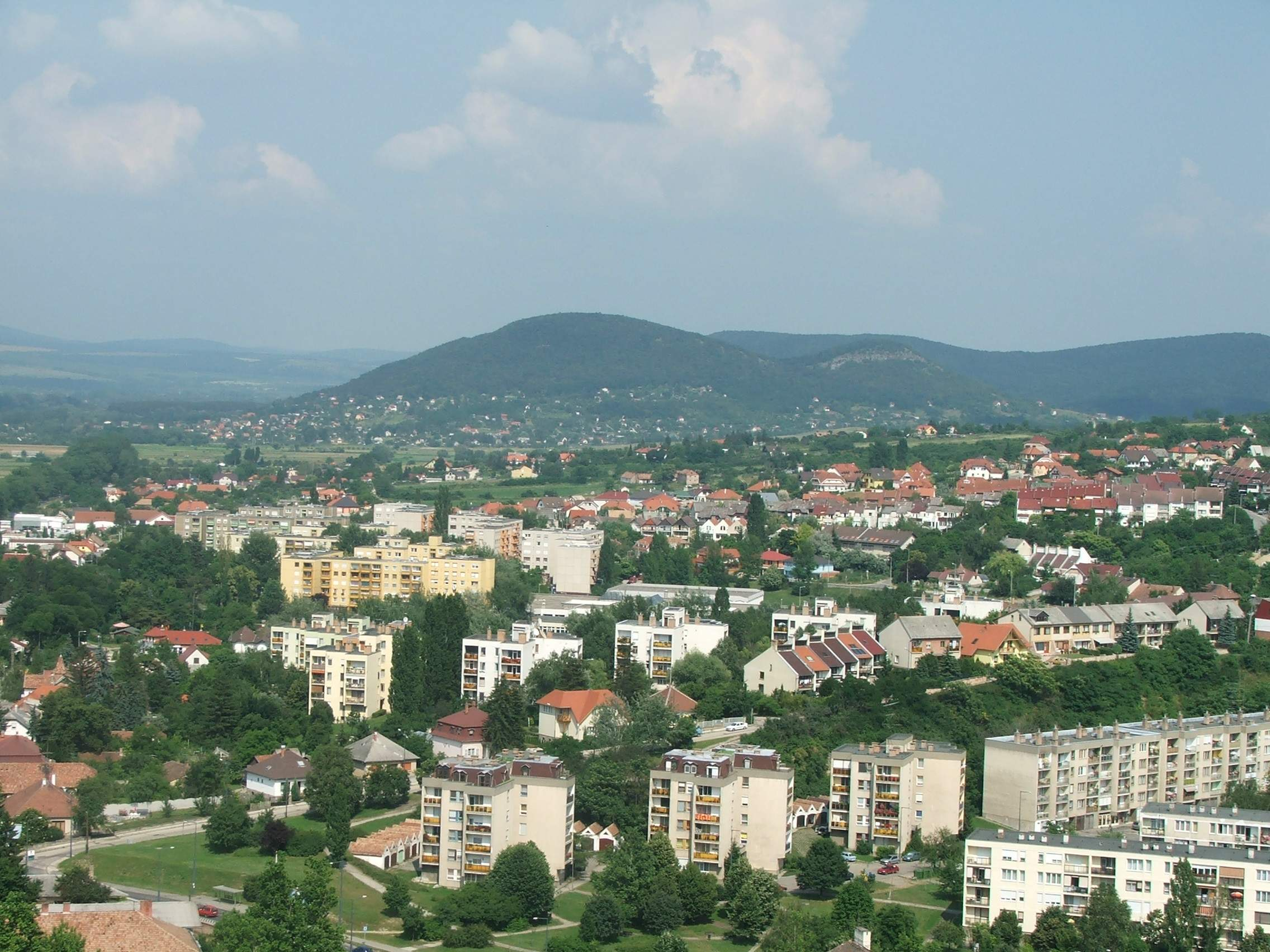
Esztergom

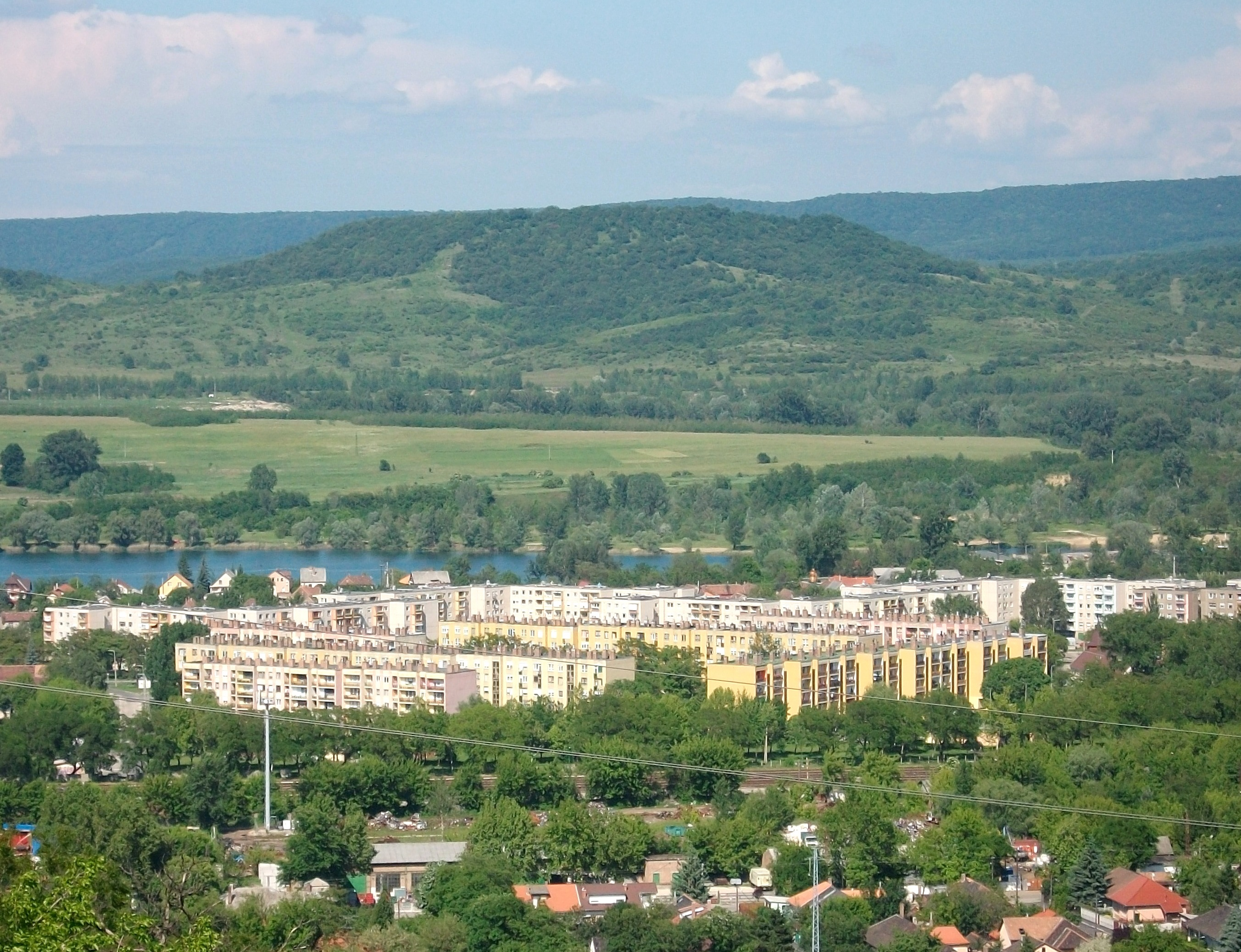
Dorog

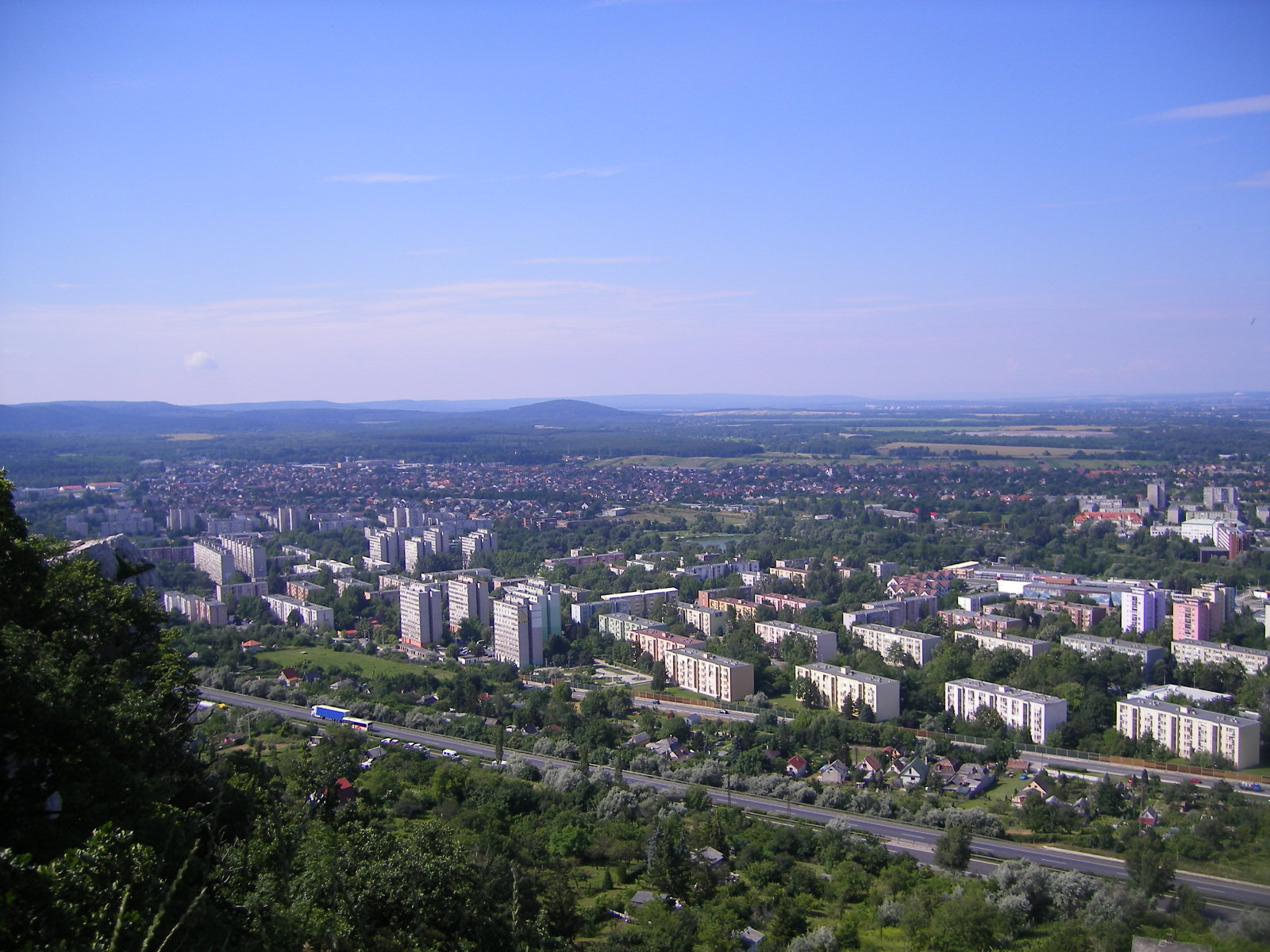
Tatabánya

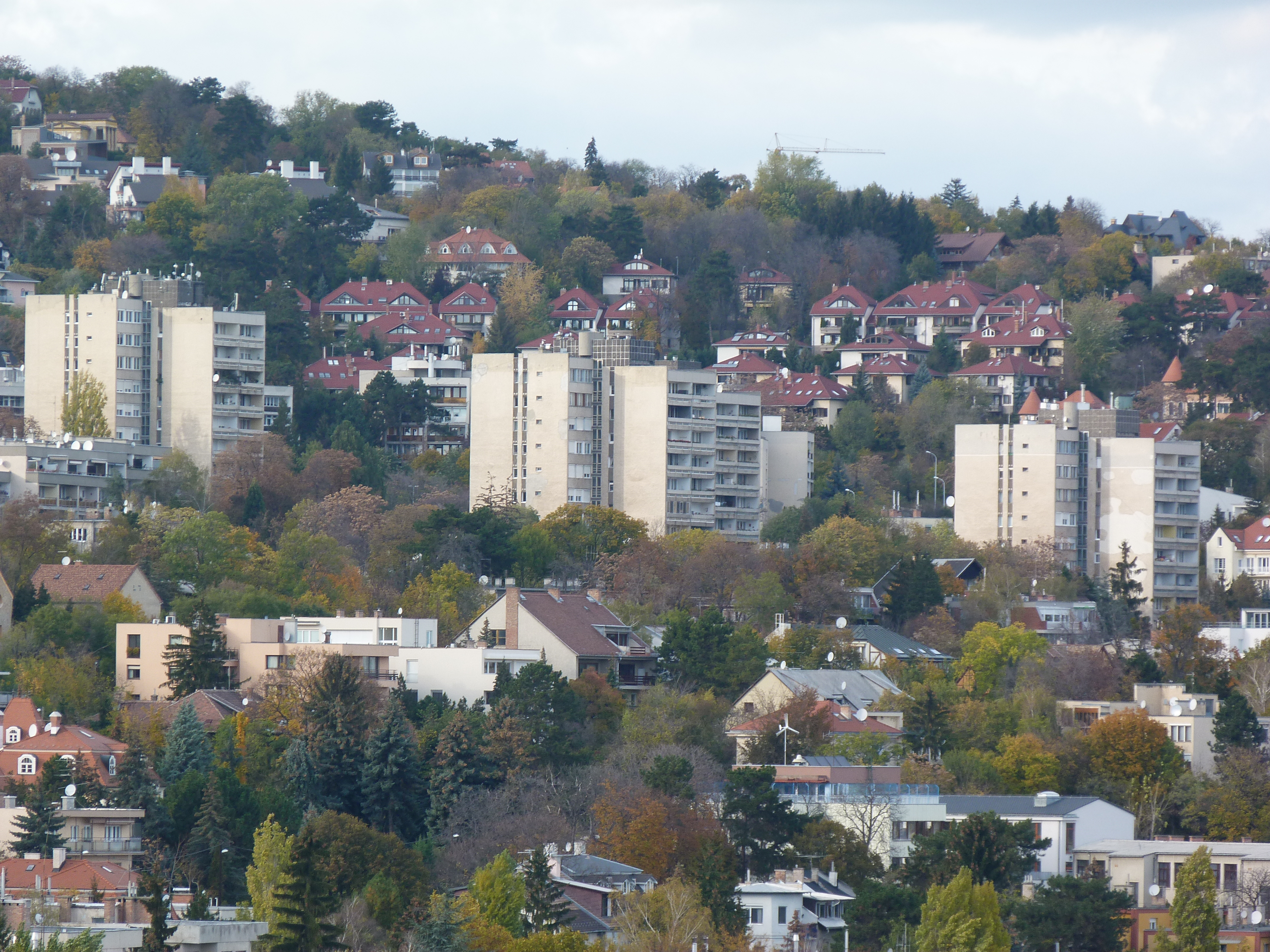
Budapest, Thomán István utca

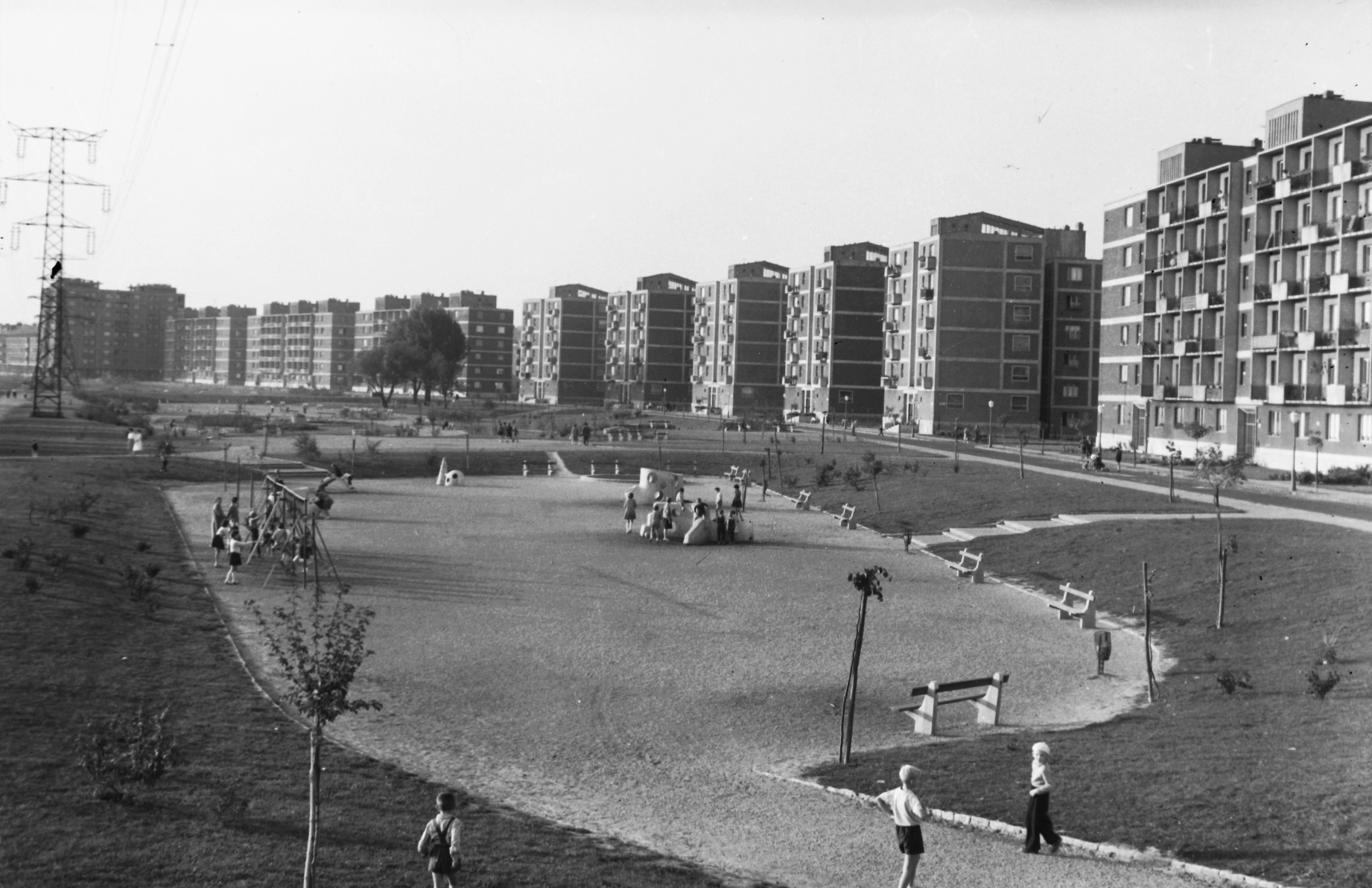
A budapesti Fiastyúk utcai lakótelep 1964-ben

1. Budapest, Füredi utcai lakótelep – 58 315 lakos
2. Budapest, Kelenföldi Városközpont – 53 332 lakos
3. Budapest, Újpalotai lakótelep – 38 402 lakos
4. Budapest, Óbuda-Békásmegyer lakótelep – 38 169 lakos
5. Pécs, Megyer lakótelep – 35 478 lakos
6. Budapest, Óbudai lakótelep – 33 836 lakos
7. Miskolc, Avas lakótelep – 28 441 lakos
8. Budapest, Újpest-Városközpont – 23 055 lakos
9. Debrecen, Tócóskert lakótelep – 21 118 lakos
10. Kecskemét, Széchenyiváros lakótelep – 20 455 lakos
11. Tatabánya, Újvárosi lakótelep – 20 333 lakos
12. Debrecen, Újkerti lakótelep – 20 096 lakos
13. Veszprém, Jutasi úti lakótelep – 19 219 lakos
14. Szeged, Északi városrész – 18 330 lakos
15. Győr, Marcalváros lakótelep – 18 264 lakos
16. Székesfehérvár, Vízivárosi lakótelep – 17 367 lakos
17. Győr, Adyváros lakótelep – 17 156 lakos
18. Zalaegerszeg, Landorhegyi-lakótelep – 16 976 lakos
19. Budapest, Újhegyi lakótelep – 16 464 lakos
20. Székesfehérvár, Palotavárosi lakótelep – 16 160 lakos
21. Miskolc, Győri kapu lakótelep – 15 836 lakos
22. Szeged, Felsővárosi lakótelep – 15 576 lakos
23. Budapest, József Attila-lakótelep– 15 362 lakos
24. Szeged, Rókusi lakótelep – 14 556 lakos
25. Szolnok, Széchenyi lakótelep – 14 106 lakos
26. Szombathely, Derkovits-lakótelep – 13 302 lakos
27. Kaposvár, Kinizsi-lakótelep – 12 755 lakos
28. Pécs, Uránváros lakótelep – 12 327 lakos
29. Nyíregyháza, Jósaváros lakótelep – 12 273 lakos
30. Eger, Felsővárosi lakótelep – 12 144 lakos
31. Békéscsaba, Belvárosi lakótelep – 11 271 lakos
32. Szeged, Tarján városrész – 10 724 lakos
33. Miskolc, Vörösmarty lakótelep – 10 644 lakos
34. Nyíregyháza, Örökösföld lakótelep – 10 420 lakos
35. Sopron, Jereván lakótelep – 10 402 lakos
36. Pécs, Szigeti külváros – 10 122 lakos

## Magyarország legnagyobb lakótelepei 2011-ben[11]
1. Budapest, Füredi utcai lakótelep – 58 386 lakos
2. Budapest, Kelenföld – 52 474 lakos
3. Budapest, Újpalotai lakótelep – 38 530 lakos
4. Budapest, Óbuda-Városközpont – 36 835 lakos
5. Budapest, Békásmegyer lakótelep – 34 418 lakos
6. Pécs, Megyer lakótelep – 33 932 lakos
7. Szeged, Tarján városrész – 26 922 lakos
8. Miskolc, Avas lakótelep – 25 313 lakos
9. Budapest, Újpest-Városközpont – 23 178 lakos
10. Debrecen, Tócóskert lakótelep – 20 298 lakos
11. Kecskemét, Széchenyiváros lakótelep – 20 034 lakos
12. Békéscsaba, József Atilla lakótelep – 19 000 lakos
13. Debrecen, Újkerti lakótelep – 19 260 lakos
14. Tatabánya, Újvárosi lakótelep – 18 817 lakos
15. Veszprém, Jutasi úti lakótelep – 18 757 lakos
16. Győr, Marcalváros lakótelep – 18 264 lakos
17. Győr, Adyváros lakótelep – 17 156 lakos
18. Székesfehérvár, Vízivárosi lakótelep – 17 067 lakos
19. Szeged, Északi városrész – 16 526 lakos
20. Budapest, Újhegyi lakótelep – 16 106 lakos
21. Székesfehérvár, Szedreskerti lakónegyed – 15 989 lakos
22. Miskolc, Győri kapu lakótelep – 14 098 lakos
23. Szolnok, Széchenyi lakótelep – 13 216 lakos
24. Szombathely, Derkovits-lakótelep – 12 796 lakos
25. Budapest, József Attila-lakótelep – 12 748 lakos
26. Nyíregyháza, Jósaváros lakótelep – 12 152 lakos

## Lakótelepek a kultúrában

### Filmművészet
- Két emelet boldogság (1960)
- Hattyúdal (1963)
- Forró vizet a kopaszra! (1972)
- Zongora a levegőben (1976)
- Pókfoci (1977)
- Égigérő fű (1979)
- Vakáció a halott utcában (1979)
- Csata a hóban (1982)
- Panelkapcsolat (1982)
- Gyerekrablás a Palánk utcában (1985)
- Falfúró (1985)
- A világ legrosszabb gyereke (1986)
- A nagy postarablás (1992)
- Tesó (2003)

### Könnyűzene
- A.E. Bizottság – Békásmegyer (1984)
- Animal Cannibals – Egy telepi srác napja (1995)
- Interfunk & Zsola – LTP (2002)
- Funktasztikus – Boldogság utca 17 (2009)
- Funktasztikus – Vajon mit mondanának (2011)
- Bëlga – LTP (2013)
- DSP – Lakótelep (2014)
- Junkies – Panel (2017)
- Lóci játszik – Panelparadicsom (2019)